# Sakaran Dandai

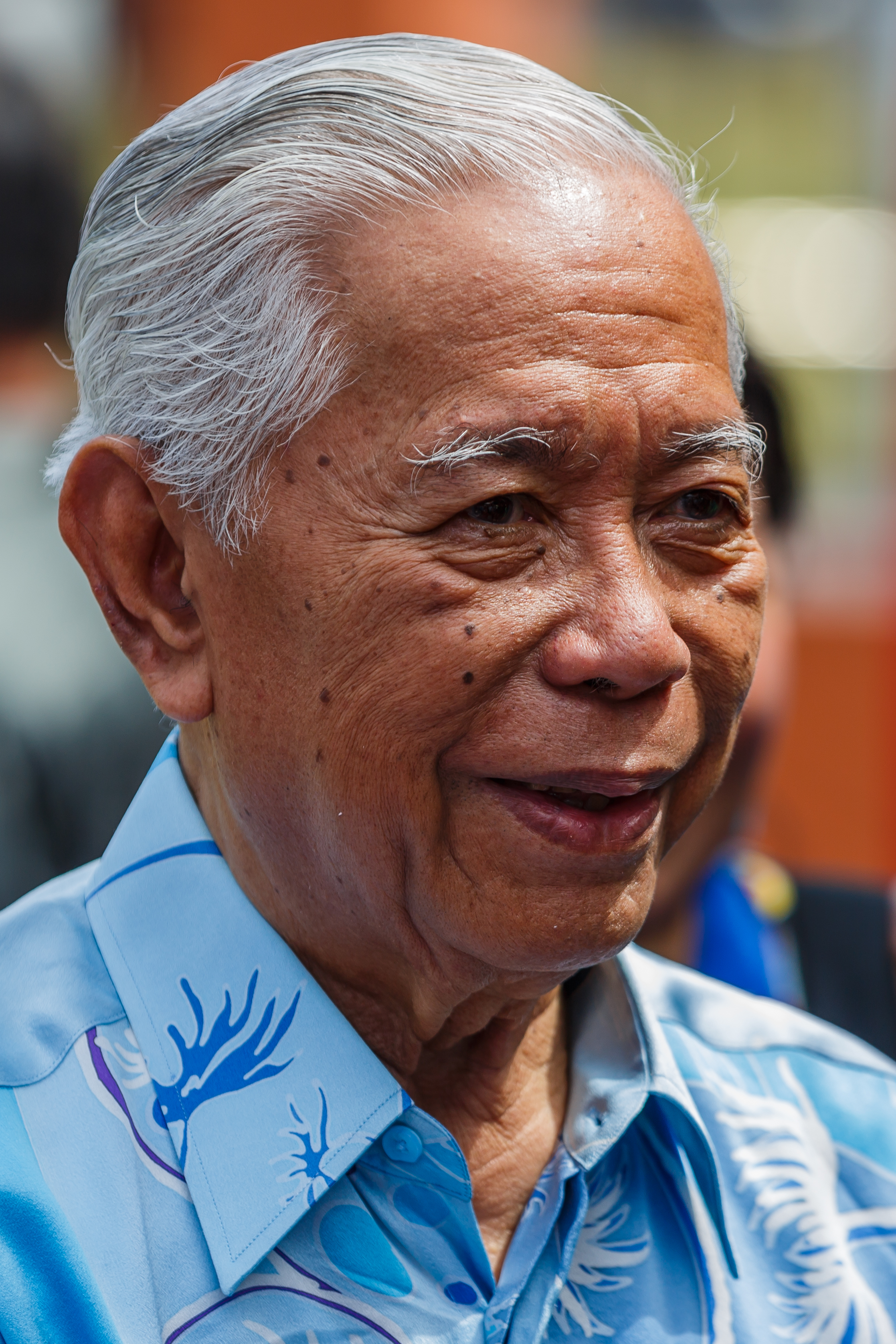
Tun Sakaran Dandai (2015)

Tun Datuk Seri Panglima Haji Sakaran bin Dandai SMN, PSM, SPDK, DUNM, DP, PGDK, PSLJ, ADK, JP (* 15. April 1930 in Semporna, Nordborneo; † 30. August 2021 in Kota Kinabalu) war ein malaysischer Politiker und der 8. Ministerpräsident des Bundesstaats Sabah. Er folgte am 17. März 1994 Joseph Pairin Kitingan nach und blieb bis 26. Dezember 1994 im Amt. Von 1995 bis 2002 war er der 8. Yang di-Pertua Negeri Sabah. Sakaran gehörte zur Partei United Malays National Organisation (UMNO).

## Leben
Sakaran wurde 1930 im kampung air, der Pfahlbautensiedlung der Bajau in Semporna geboren. Sein ursprünglicher Name war Sakaran Hashim, erst später wurde er in Sakaran umbenannt. Sein Vater war ein Bajau mit Namen Dandai bin Ajibuddin bin Jamaluddin. Sakaran hatte neun Geschwister, zwei Brüder und sieben Schwestern.
Seine Schulbildung erhielt Sarakan von 1937 bis 1941 zunächst an der Malay School Semporna (1937–1941). Während der Zeit der japanischen Besatzung wurde ihm der Besuch einer Schule in Japan ermöglicht. Nach seiner Rückkehr nach Semporna ging er an die Government Vernacular School; außerdem studierte er von 1945 bis 1948 Religion.
Von 1949 bis 1967 hielt er verschiedene Positionen in der Öffentlichen Verwaltung in den Distrikten Semporna und Lahad Datu inne.
Er starb am 30. August 2021 im Alter von 91 Jahren an einer COVID-19-Erkrankung.

## Politische Karriere
Sakaran war Präsident der Partei United Malays National Organisation (UMNO).
Obwohl er Kitingan 1994 bei den Wahlen zum Landesparlament unterlag, profitierte er von Debakel des Auseinanderbrechens der PBS: Nachdem nahezu alle Abgeordneten der PBS zur gegnerischen Barisan Nasional übergelaufen waren, wurde Kitingan die Vereidigung als Ministerpräsident verwehrt. Stattdessen wurde Sakaran als achter Ministerpräsident von Sabah vereidigt. Bereits am 26. Dezember 1994 machte er den Posten für Salleh Said Keruak frei, um ab 1. Januar 1995 seinerseits das Amt des Yang di-Pertua Negeri Sabah, des zeremoniellen Staatsoberhauptes einnehmen zu können. Er behielt dieses Amt bis zum 31. Dezember 2002.

## Auszeichnungen und Ehrungen
Von den zahlreichen Ehrungen, die Sakaran im Laufe seines Lebens empfing, ist unter anderem der Orden Seri Negara Maharaja Mangku (S.M.N.) zu erwähnen, den er 1996 vom Yang di-Pertuan Agong für seine Verdienste als Yang di-Pertua Negeri Sabah erhielt. Die Verleihung beinhaltet das Recht, den Titel Tun zu führen.

## Tun Sakaran Museum
Das am 25. April 2015 in der Heimatstadt Sakarans eröffnete Tun Sakaran Museum widmet sich auf der Ausstellungsfläche im Erdgeschoss hauptsächlich der Biografie des früheren Staatsoberhauptes und seinen Verdiensten um den Bundesstaat Sabah. Das Gelände für das Museum ist ein wakaf (Landschenkung) von Tun Sakaran.